# Selo (woord)
Selo (Cyrillisch: село, mv. села; sela) is een bekend Slavisch woord dat de betekenis heeft van dorp in Bulgarije, Kroatië, Noord-Macedonië, Oekraïne, Rusland en Servië. In Bulgarije zijn er bijvoorbeeld veel sela die de naam 'Novo Selo' ("nieuw dorp") dragen, zie doorverwijspagina Novo Selo. Een voorbeeld uit Rusland is Tsarskoje Selo.

## Bulgarije

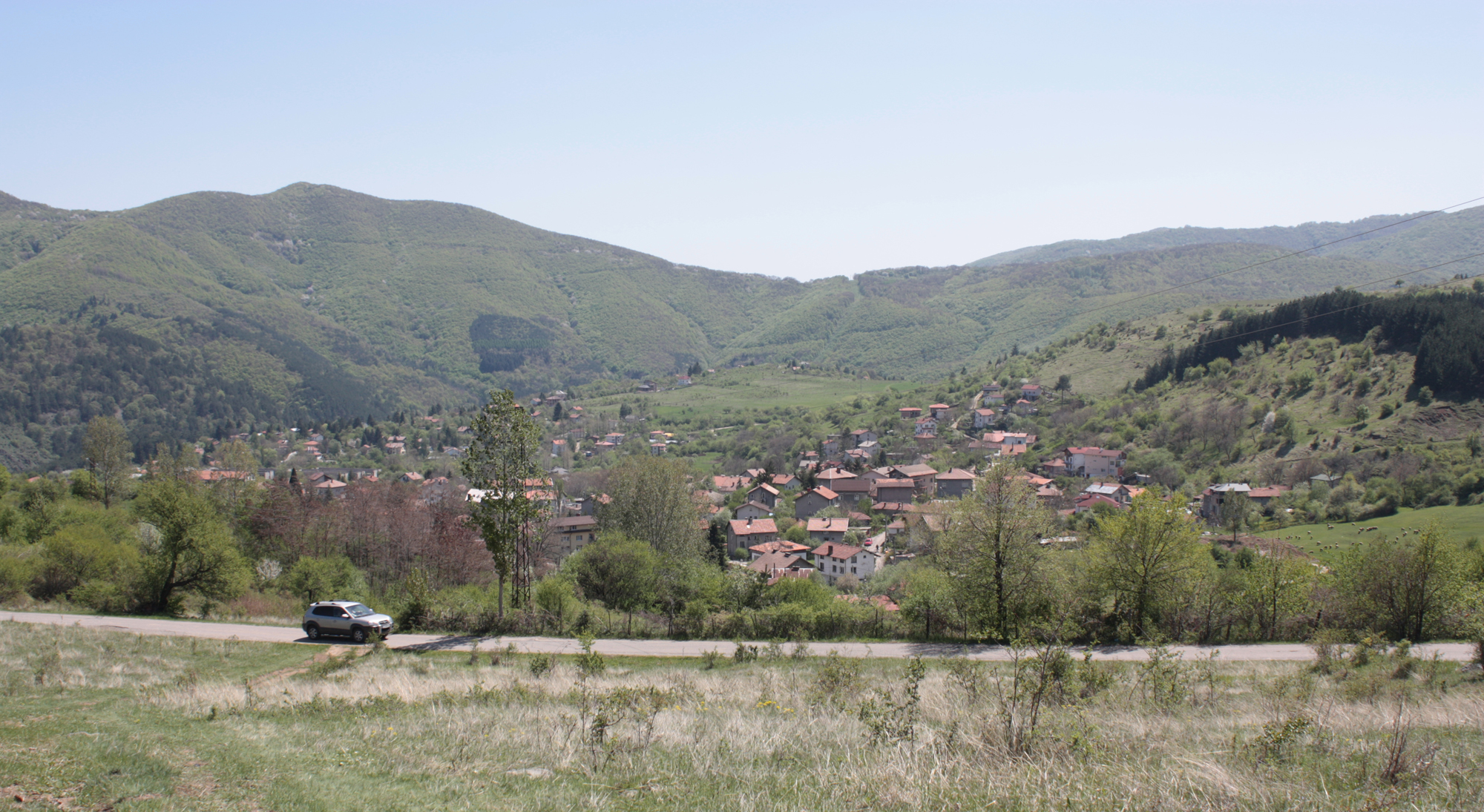
Het dorp Kokaljane, in de buurt van Sofia

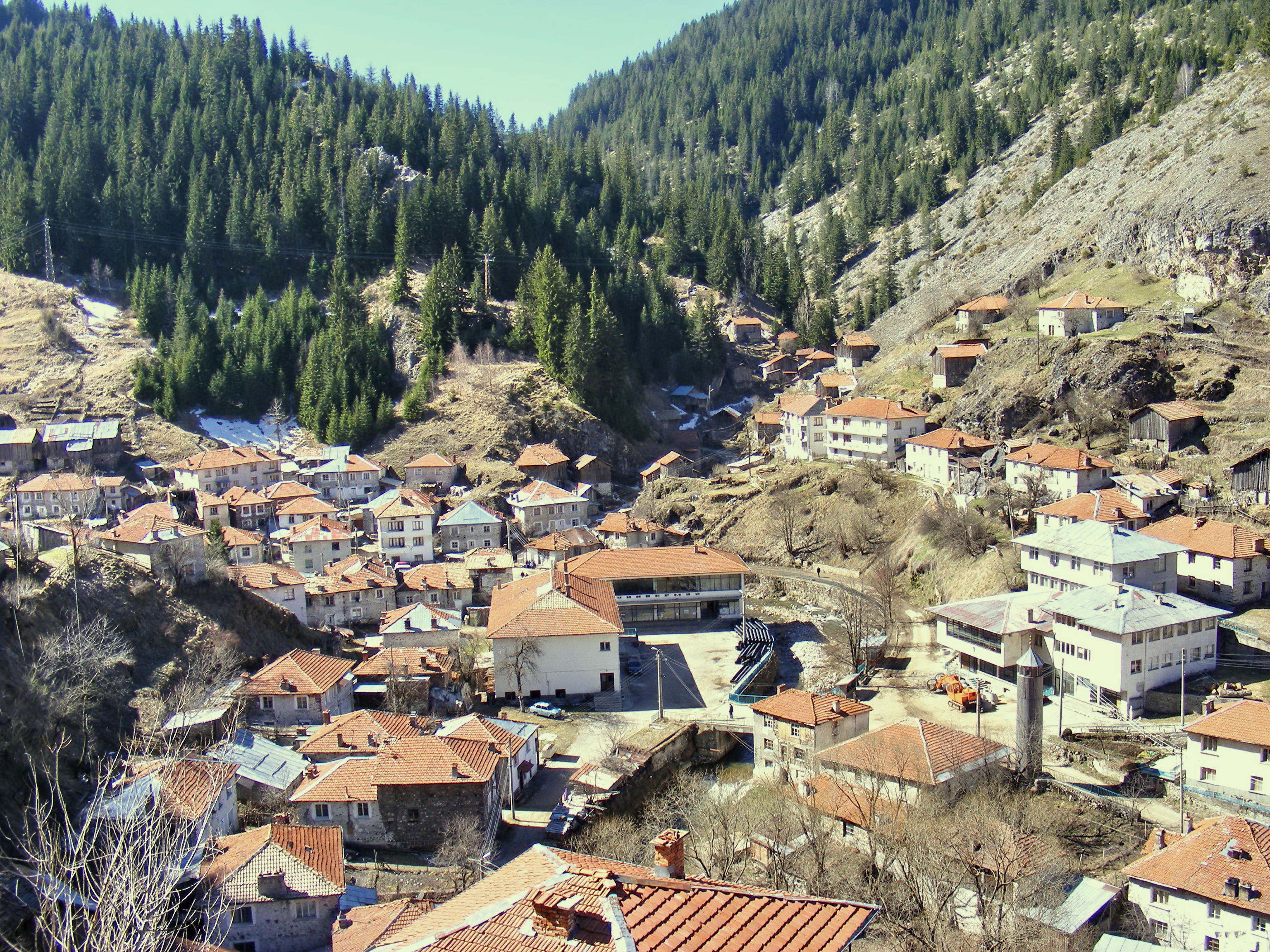
Het dorp Moegla, in de buurt van het Rodopegebergte

In Bulgarije verschillen de sela (села) erg in omvang; van 5 tot 30 families en met duizend tot meerdere duizenden inwoners. In Bulgarije is het populair geworden om verschillende soorten dorpen in het landschap te bezoeken voor de "authentieke" sfeer, cultuur, handwerken, gastvrijheid van de bevolking en de omliggende natuur, wat de naam "selski tourisme" (Bulgaars: селски туризъм; dorpstoerisme) gekregen heeft. 
Op 31 december 2021 telde Bulgarije 5.257 nederzettingen, waaronder 5.000 dorpen. Volgens de volkstelling van 2021 hadden deze 5.000 dorpen gezamenlijk 1.677.139 inwoners, oftewel 25,7% van de Bulgaarse bevolking.. Een gemiddeld dorp in Bulgarije had 335,4 inwoners - variërend van 167 permanent ontvolkte dorpen (zie: 'spookdorpen') tot ruim 6.000 inwoners in Lozen. Zie hieronder een lijst van de tien grootste dorpen in Bulgarije.
| Rang | Plaatsnaam  | Bulgaarse naam | Bevolking (2021) | Gemeente   | Oblast          |
| ---- | ----------- | -------------- | ---------------- | ---------- | --------------- |
| 1.   | Lozen       | Лозен          | 6.142            | Sofia      | Sofia-Hoofdstad |
| 2.   | Ajdemir     | Айдемир        | 5.295            | Silistra   | Silistra        |
| 3.   | Bistritsa   | Бистрица       | 5.198            | Sofia      | Sofia-Hoofdstad |
| 4.   | Draginovo   | Драгиново      | 4.670            | Velingrad  | Pazardzjik      |
| 5.   | Kazitsjene  | Казичене       | 4.445            | Sofia      | Sofia-Hoofdstad |
| 6.   | Rozino      | Розино         | 4.228            | Karlovo    | Plovdiv         |
| 7.   | Gradets     | Градец         | 4.150            | Kotel      | Sliven          |
| 8.   | Troed       | Труд           | 4.068            | Maritsa    | Plovdiv         |
| 9.   | Boekovlak   | Буковлък       | 3.818            | Pleven     | Pleven          |
| 10.  | Malo Konare | Мало Конаре    | 3.706            | Pazardzjik | Pazardzjik      |

## Rusland
De selo vormt een van de rurale nederzettingstypen in Rusland. Deze verschilden vroeger van de normale dorpen (derevni), maar tegenwoordig is er geen duidelijk onderscheid meer in stanitsa's, sloboda's, selo's, derevnja's, choetoren en andere. Ze worden echter bij het OKATO-systeem en bijvoorbeeld de volkstellingen nog wel zo gedefinieerd. Bij de laatste volkstelling waren er 152.290 sela in Rusland. De grootste selo was bij deze volkstelling Kotsjoejevskoje (kraj Stavropol) met ongeveer 28.000 inwoners.